# Chiesa di San Gennaro (Praiano)
La Chiesa di San Gennaro Vescovo e Martire è un edificio religioso situato a Vettica Maggiore, frazione del comune di Praiano, in provincia di Salerno, Campania. È uno degli esempi più significativi di architettura religiosa barocca e rinascimentale della Costiera Amalfitana.

## Storia
Le prime testimonianze di un edificio sacro dedicato a San Gennaro risalgono al XIV secolo. La chiesa originaria era sotto il patronato delle nobili famiglie amalfitane Corsario e D'Alagno fino al 1859, quando la proprietà fu trasferita alla comunità di Praiano. L'attuale edificio fu edificato in sostituzione della struttura preesistente e completato nel 1602. La facciata venne ricostruita nel 1931 su progetto dell’ingegnere Parlato.

## Architettura

### Struttura e Pianta
La chiesa presenta una pianta a croce latina con tre navate separate da pilastri rettangolari e un transetto contenuto. La navata centrale è coperta da una volta a botte lunettata, mentre le navate laterali da volte a vela. Una cupola si innalza sopra il transetto, sorretta da un tamburo finestrato e sormontata da un lanternino.

### Facciata
La facciata, esposta a ovest, è tripartita verticalmente e decorata con elementi in stucco bianco su fondo ocra. Il portale principale in pietra lavica è sormontato da un fregio con l'immagine del santo titolare. Il prospetto è completato da lesene composite, oculi ovali e una vela centrale con decorazioni in stucco.

### Campanile
Adiacente alla facciata, il campanile si sviluppa in cinque ordini. I primi tre ordini sono a pianta quadrata, il quarto e il quinto ottagonali. L’intera struttura è coronata da una cuspide a bulbo rivestita in maiolica bicroma vietrese.

### Interni
L'interno è riccamente decorato con stucchi barocchi, bassorilievi e motivi floreali. La volta centrale presenta tre pannelli a bassorilievo raffiguranti episodi della vita di San Gennaro. Il pavimento in maiolica, originariamente del 1771 e sostituito nel 1966, è decorato con motivi geometrici, floreali e simbolici.
Tra le opere d’arte conservate vi sono:
- Martirio di San Gennaro
- Martirio di San Bartolomeo di Giovanni Bernardo Lama
- Tavola cinquecentesca della Madonna del Carmine
- Cenacolo di Francesco Saverio Corbelli (1761)

La statua seicentesca del santo patrono, priva di mani e testa, è montata su un busto in argento.

### Cappelle laterali
Le cappelle si aprono lungo le navate minori e ospitano altari marmorei. Tra queste spicca la cappella del Sacro Cuore, dotata di cupola e balaustra.

### Sacrestia
La sacrestia, accessibile dal transetto destro, ha pianta ottagonale e una cupola centrale. È suddivisa in tre ambienti: vestibolo, aula principale e zona dell'altare.

### Oratorio
Alle spalle della chiesa si trova l’ex oratorio del Santissimo Sacramento, oggi utilizzato come salone. Ha pianta rettangolare e accesso indipendente.

### Sagrato
La chiesa si affaccia su un ampio sagrato panoramico decorato con maioliche e dotato di sedute. Il sagrato funge da terrazza naturale con vista sulla costa.

## Festività ed Eventi
Tra gli eventi principali si segnala la Luminaria di San Domenico, celebrazione notturna che si svolge sul piazzale antistante la chiesa.